# 再教育營 (越南)
再教育營（越南语：／），是越南對越戰中南越戰俘營的官方稱呼。
這種再教育營被視為北越政府報復手段，在這樣的“再教育營”中政府關押數十萬南越前政府軍方官員和政府工作人員(包括宗教領袖，美國人或舊政府雇員)。在北越向南進攻至1975年430事件，估計有120萬-150萬人在沒有正式指控或審判下被關押(官方說法是“瞭解新政府的方式”)，據美國和歐洲出版的學術研究，16.5萬人在越南的再教育營中死亡，數以千計的人被折磨或虐待(從事體力勞動和政治灌輸)。有囚犯被關押長達17至25年，大部分刑期介乎3至10年，直至2000年才釋放最後一批在1975年西貢淪陷時被捕的囚犯。

## 政府觀點
越南政府不認為再教育營是監獄;相反，它把它們看作是個人可以通過教育和社會建設性勞動重新融入社會的地方(稱為學習改造)。
河內政府為再教育營辯護，將囚犯貼上戰犯的標籤。1981年政府給大赦國際的一份備忘錄聲稱，再教育營中的所有人都犯有1967年10月30日《反革命罪行法》（為北越頒布）第3條所界定的叛國罪，該法規定了從20年到終身監禁或死刑不等的懲罰。然而，它反而允許囚犯經歷“再教育”，越南說這是對違法者最“人道主義”的懲罰。